# Brutal Planet
Brutal Planet je jednadvacáté studiové album amerického zpěváka Alice Coopera. Vydáno bylo v červnu roku 2000 společností Spitfire Records a jeho producentem byl Bob Marlette, který na albu rovněž hrál a je spoluautorem všech písní. Nahráno bylo ve studiích Blue Room a A&M Studios v Kalifornii.

## Seznam skladeb
1. „Brutal Planet“ – 4:40
2. „Wicked Young Man“ – 3:50
3. „Sanctuary“ – 4:00
4. „Blow Me a Kiss“ – 3:18
5. „Eat Some More“ – 4:36
6. „Pick Up the Bones“ – 5:14
7. „Pessi-Mystic“ – 4:56
8. „Gimme“ – 4:46
9. „It's the Little Things“ – 4:11
10. „Take It Like a Woman“ – 4:12
11. „Cold Machines“ – 4:14

## Obsazení
- Alice Cooper – zpěv
- Ryan Roxie – kytara
- Phil X – kytara
- Eric Singer – bicí
- Bob Marlette – baskytara, klávesy